# WikiProject Medicine
WikiProject Medicine — общее название для обозначения проекта англоязычного раздела Википедии и входящих в этот проект статей по медицине. WikiProject Medicine представляет собой сообщество редакторов, которые участвуют в создании и развитии статей медицинской тематики. Проект был организован в 2004 году на добровольных началах группой врачей и других медицинских работников для улучшения статей по теме медицины. Для редакторов WikiProject Medicine предоставляет ряд руководств и политик по выбору авторитетных источников и по написанию статей по теме медицины. Проект является одним из примерно 800 активных вики-проектов англоязычного раздела Википедии, задачей которых является объединение редакторов, заинтересованных в редактировании на ту или иную тематику.
Недостатком Википедии по части медицинской информации является то, что любой желающий может добавить ошибочную информацию или дезинформацию. Некоторые врачи считают Википедию ненадёжным ресурсом, но в то же самое время исследования показывают, что Википедию используют многие. Высказывалось мнение, что проще исправить ошибки в Википедии, чем убеждать сотни миллионов человек не использовать её. При этом некоторые цитируют Википедию в рецензируемых научных журналах, а англоязычная статья про лихорадку денге в 2014 году была опубликована в рецензируемом журнале Open Medicine. В целом же качество информации по медицинской тематике в англоязычном разделе Википедии оценивается как в основном хорошее, но зависит от различных факторов и варьируется по критерию удобочитаемости.
Статьи проекта WikiProject Medicine широко используются как специалистами в области здравоохранения, так и обычными людьми для получения информации о здоровье. Для читателей Википедия уже стала ведущим источником получения знаний о здоровье. Ссылки в сносках, подтверждающие информацию, могут использоваться читателями для более подробного изучения информации, могут помочь пациентам понять диагноз и вести более конструктивный диалог с врачами. Такие внешние ссылки также актуальны для студентов и практикующих врачей, которые хорошо знакомы с исследовательской литературой и должны неплохо ориентироваться в области доказательной медицины.
Википедия в плане медицины также рассматривается и как инструмент для обучения или обеспечения взаимодействия студентов. Первое отдельное задание по редактированию Википедии датируют 2011 годом. В некоторых медицинских учебных заведениях вводятся курсы по редактированию Википедии. При этом согласно опросу 2015 года почти все студенты медицинских учебных заведений обнаруживали в Википедии ошибки, больше половины из числа этих студентов не знали как исправить информацию.

## История
Проект был организован в 2004 году доктором медицины Джейкобом де Вольфом с целью формирования сообщества, определения наиболее важных статей и доведения их до качественного состояния. В последующие годы были разработаны руководства для редакторов, в том числе по стилю и по выбору источников информации. В 2012 была основана некоммерческая организация Wiki Project Med Foundation, целью которой было осуществление поддержки работы проекта. Организация налаживала связи с разными национальными и международными организациями, включая Всемирную организацию здравоохранения, Национальную библиотеку медицины США, британский центр по исследованию рака Cancer Research UK и Кокрановское сотрудничество. По состоянию на 2016 год в проекте насчитывалось уже более 600 участников, однако большинство были неактивными, что характеризовалось отсутствием правок в рамках проекта в течение последнего полугода.

## Мотивация
Многих участников Википедии мотивирует убеждение в том, что знания должны быть свободными. У медицинских работников может возникать также чувство долга, побуждающее их как ответственных людей исправлять ошибки в Википедии. Результаты исследования по мотивации указывают на то, что сообщество объединяют общие ценности, которые выражаются в том, что информация должна быть доступной для всех сообществ как в плане возможности получения к ней свободного доступа, так и в плане возможности её понять.
Однако участники сталкиваются и с проблемами. Из списка участников проекта, в который желающие добавляют себя на добровольной основе, большинство редакторов являются неактивными, статьи же пишутся и улучшаются в основном не очень большой группой опытных редакторов. Для многих участие в проекте оказывается сложной задачей, причиной чему могут быть давление со стороны опытных редакторов, высокий порог вхождения в проект в качестве редактора на техническом уровне, а также неоправданные ожидания по проекту.

## Общее состояние статей
По состоянию на март 2017 года в англоязычном разделе Википедии было порядка 30 тысяч статей по теме медицины, в других языковых разделах — порядка 164 тысяч статей. Некоторые статьи ежедневно просматриваются тысячами человек, при этом количество просмотров может также зависеть от освещения тем новостными источниками или может быть сезонными, как например в случае статьи про пневмонию.
В Википедии существует система градации качества статей. В зависимости от уровня раскрытия темы шкала качества включает в себя статьи-заготовки, статьи начального уровня, статьи категорий C и B, хорошие статьи и избранные статьи. Хорошие и избранные статьи получают свой статус после процесса внутреннего рецензирования, при этом для получения статуса хорошей статьи обычно требуется хотя бы один рецензент, но для получения статуса избранной требования выше, и в рецензировании уже участвует обычно 5—10 человек. По процентному соотношению хороших статей — примерно 0,7 %, а избранных — лишь 0,2 % (суммарно более 270 статей). Из числа наиболее важных статей примерно 83 % оценены как статьи уровня B или выше.
Помимо градации качества статьи также помечаются по уровню важности. В WikiProject Medicine наиболее важные статьи включают в себя наиболее значимые на глобальном уровне состояния здоровья, включая пневмонию и туберкулёз. К очень важным статьям относятся статьи про распространённые заболевания и касающиеся лечения. Статьи средней важности — различные медицинские состояния, медицинские тесты, лекарства, анатомия и симптомы. Маловажные статьи описывают всё остальное — второстепенные медицинские темы, к которым могут относиться законы, касающиеся медицины, редкие заболевания, больницы, историческая информация и прочее.

## Обсуждение улучшений
Обсуждение изменений в Википедии традиционно ведётся на страницах обсуждений. Тематическое взаимодействие ведётся на так называемых вики-проектах. В рамках проекта WikiProject Medicine обсуждение улучшений в статьях на тему медицины ведётся как на страницах обсуждения самих статей, так и централизованно на странице обсуждения проекта. Иерархически проект включает в себя также так называемые оперативные группы, специализирующиеся на отдельных темах, например, на кардиологии или дерматологии.
Участники проекта были ответственными за создание за создание руководства по стилю написания статей по теме медицины, которое в некоторой степени стандартизировало статьи, а также разработали руководство по выбору авторитетных источников информации.

## Подтверждение информации источниками
Для описания медицинского консенсуса по тем или иным вопросам проект рекомендует использовать только вторичные и третичные источники информации. WikiProject Medicine рекомендует добавлять информацию в статьи по обзорным статьям, опубликованным в авторитетных рецензируемых медицинских журналах. При выборе источников предпочтение отдаётся систематическим обзорам, метаанализам и клиническим руководствам. При этом сама Википедия предоставляет инструменты для стандартизации библиографического оформления и автоматического формирования внешних ссылок на источники.
В медицинских статьях англоязычной Википедии основная часть источников информации, подтверждающих написанное, подпадает под определение авторитетных, то есть считающихся надёжными. Очень качественные статьи обычно цитируют сотни различных источников информации. Среди наиболее часто цитируемых источников информации — Медицинский журнал Новой Англии (The New England Journal of Medicine), The Lancet, Nature, British Medical Journal, JAMA и Кокрановские систематические обзоры. При этом в Википедии есть руководство по проверяемости, которое делает проект подходящим для доказательной медицины.